# 867年
| 千纪： | 1千纪                                                                                           |
| 世纪： | 8世纪 \| 9世纪 \| 10世纪                                                                        |
| 年代： | 830年代 \| 840年代 \| 850年代 \| 860年代 \| 870年代 \| 880年代 \| 890年代                       |
| 年份： | 862年 \| 863年 \| 864年 \| 865年 \| 866年 \| 867年 \| 868年 \| 869年 \| 870年 \| 871年 \| 872年 |
| 纪年： | 丁亥年（猪年）；唐咸通八年；南詔建極八年；日本貞觀九年                                          |

## 大事记
- 9月23日——巴西爾一世發動宮廷政變，暗殺米海爾三世，開創拜占庭帝國的馬其頓王朝。

## 出生
- 10月10日——後唐明宗李嗣源，李克用的養子。

## 逝世
- 米海爾三世（840年－867年，27岁），拜占庭帝國皇帝。